# Поповский район
Поповский район — административно-территориальная единица в составе Средневолжской области и Средневолжского края РСФСР, существовавшая в 1928—1930 годах. Административный центр — с. Поповка.

## География
Центр района — крупное торговое село Поповка с населением в 2121 человек, расположено в 75 км от Ульяновска и в 24 км от ст. «Майна» Московско-Казанской ж. д. Территория района определяется в 1527 км². Население района по переписи 1926 г. — 47803 человека.

## История
Поповский район был образован в 1928 году в составе Ульяновского округа Средневолжской области (с 1929 года — края). В состав района вошли следующие территории бывшего Ульяновского уезда Ульяновской губернии: Поповский, Игнатовский, Белоозерский, Карлинский, Воецкий, Крюковский, Загоскинский, Лукинский, Сосновский, Спешневский, Староматюнинский и Сухаревский.
На 1929 год район включал сельсоветы: Поповский, Александрово-Бычковский, Андреевский, Араповский, Беклемишевский, Бело-Озерский, Березовский, Бутырский, Воецкий, Вязовский, Екатериновский, Загоскинский, Игнатовский, Канабеевский, Карамзинский, Карлинский, Кардовский, Командакский, Крюковский, Лукинский, Ляховский, Мухинский, Путиловский, Репьевско-Космынский, Репьевский, Сосновский, Спешневский, Степно-Матюнинский, Стемасский, Сухаревский, Тепловский.
Постановлением ЦИК и СНК СССР от 28 июля 1930 г. округа в составе областей ликвидируются, и вместо них образуются укрупнённые районы в составе Средневолжского края с центром в г. Самара. Ульяновский округ был ликвидирован в течение августа—октября 1930 г. В 1930 году был упразднён и Поповский район, а территория вошла в состав Майнского района Средне-Волжского края.

## Инфраструктура
В Поповке имеется больница, агроучасток, ветеринарный участок, почтово-телеграфное и телефонное агентство, базар. В районе имеются: больница при Игнатовской суконной фабрике, амбулатория — с. Стоговка, фельдшерские пункты — в сёлах Карлинское и Беклемишево, почтово-телеграфные и телефонные агентства — в Карцовка и Карлинском, агрономические и ветеринарные участки — в пос. Майна. Дорожная связь внутри района исключительно по грунтовым дорогам, с окружным центром — частично по железной дороге.